# Exelis dicolus
Exelis dicolus är en fjärilsart som beskrevs av Frederick H. Rindge 1952. Exelis dicolus ingår i släktet Exelis och familjen mätare. Inga underarter finns listade i Catalogue of Life.